# یواس‌اس کوئینباگ (اس‌پی-۱۶۸۷)
یواس‌اس کوئینباگ (اس‌پی-۱۶۸۷) (به انگلیسی: USS Quinnebaug (SP-1687)) یک کشتی است که طول آن ۳۷۵ فوت (۱۱۴ متر) می‌باشد. این کشتی  در سال ۱۸۹۸ ساخته شد.